# Chrysolina capricornus
Chrysolina capricornus es un coleóptero de la familia Chrysomelidae.
Fue descrita científicamente en 2000 por Mikhailov.